# Къща на Адолф Функ
Къщата на Адолф Функ е първата сграда в стил сецесион в София. Построена е през 1904 г. от архитектите Кирил Маричков и Георги Фингов за акушеро-гинекологичната клиника на австрийския лекар доктор Адолф Лауе Функ. Намира се на бул. „Княз Александър Дондуков“ № 59 в София.
Външната архитектура на къщата се състои от еркери, балкони, полутавански етаж и изящна малка кула – лантерна. Стълбището за втория етаж е разположено перпендикулярно на симетрията. На първия етаж са разположени кабинетите за първични прегледи и операционната. Вторият етаж е ползван за настаняване на болни жени и родилки, а третия – за медицинския персонал. След като се връща в Австрия д-р Функ продава къщата на Спас Тюфекчиев. Той я отдава под наем на Атанас Буров. През 1927 г. синът му Александър Тюфекчиев проиграва къщата на хазарт и тя е купена за 2 милиона лева от акушер-гинеколога д-р Борис Тричков. Той я превръща отново в клиника, като я модернизира и оборудва със съвременна медицинска техника, внесена от Виена. През 1946 г. къщата е национализирана и е предадена на Червения кръст. През 1978 г. къщата е обявена за паметник на културата от местно значение. През 1991 г. къщата е реституирана и върната на трите дъщери на д-р Тричков. В нея се помещаваше централният офис на застрахователното дружество „Алианц България холдинг“.